# Logor Športska dvorana u Konjicu
Logor Športska dvorana na Musali bio je zloglasni sabirni logor u Konjicu pod upravom Muslimana-Bošnjaka. Otvoren je 10. svibnja 1992. godine. Ovaj zatvorenički logor u Konjicu bio je jedan od 331 zatvoreničkog logora pod upravom Muslimana-Bošnjaka tijekom bošnjačko-hrvatskog sukoba, kroz koje je prema službenim podatcima prošlo 14.450 Hrvata od čega više od 10.000 civila te oko 4.000 pripadnika HVO-a. Formiran u športskoj dvorani u Konjicu. Hrvati su ovdje redovno zlostavljani.
Na zlu glasu po metodama zlostavljanja, broju logoraša i vremenu postojanja. Status logora dvorana je dobila 10. svibnja 1992. kada je postrojba muslimanskog TO-a, pod zapovjedništvom Mithada Pirkića, u dvoranu zatvorila osam srpskih civila iz Idbra zarobljenih dan ranije. Slovi kao jedan od rijetkih logora u kojem su istodobno uzničke dane provodili i Hrvati i Srbi. Logor su osnovali najviši muslimanski politički i vojni predstavnici predvođeni predsjednikom muslimanske SDA i nelegalnim predsjedavajućim Predsjedništva RBiH Alijom Izetbegovićem,  ministrom vanjskih poslova RBiH dr. Harisom Silajdžićem, načelnikom Glavnog stožera muslimanske Armije RBiH generalom Seferom Halilovićem. Glavnu riječ vodio je nelegalni predsjednik Ratnog predsjedništva općina Konjic, Jablanica i Prozor dr. Safet Ćibo koji je donosio odluke o zatvaranju i puštanju logoraša. Iz logora u dvorani redistribuirali su logoraše u druge logore. Prvih 65 starijih i maloljetnih logoraša Hrvata oslobođeno je iz logora 13. kolovoza 1993. u zamjenu za oslobađanje 53 vojno sposobna Muslimana iz logora u Zabrđu, a svi preživjeli logoraši Srbi dovedeni na Musalu iz Čelebića su razmijenjeni ili izravno iz logora na Musali u Konjicu ili su pušteni kućama, pa privođeni i razmijenjeni. Posljednji 81 srpski logoraš oslobođen je iz tog logora 6. listopada 1994. godine na mostu na Grbavici u Sarajevu.
Prva skupina zarobljenih hrvatskih branitelja i civila u taj logor zatvorena je 15. travnja 1993. godine. Svi zarobljenici prethodno su bili zatočeni u OŠ Treći mart, a zatim u PS Konjic gdje su ispitivani te tjelesno i psihički zlostavljani. Dragan Šimunović Vejo i Željko Šimunović iz Turije razmijenjeni su 18. travnja 1993. za deset zarobljenih pripadnika muslimanske Armije RBiH iz Prevlja, premda je bilo dogovoreno jedan za jedan.
Logor su osnovali najviši muslimanski politički i vojni predstavnici predvođeni predsjednikom muslimanske SDA i nelegalnim predsjedavajućim Predsjedništva RBiH Alijom Izetbegovićem (Predsjednik Republike Hrvatske dr. Franjo Tuđman odlikovao ga je 8. kolovoza 1995. Veleredom kraljice Jelene, za razvoj prijateljskih odnosa BiH i Republike Hrvatske i potporu za potpisivanje Washingtonskog mirovnog sporazuma. Uoči postizanja Daytonskog mirovnog sporazuma Izetbegović je ordenom Zlatni ljiljan odlikovao deset mudžahedina, pripadnika muslimanske Armije RBiH), ministrom vanjskih poslova RBiH dr. Harisom Silajdžićem (Predsjednik Republike Hrvatske dr. Franjo Tuđman odlikovao 8. kolovoza 1995. Redom kneza Branimira za razvoj prijateljskih odnosa BiH i Republike Hrvatske i potporu za potpisivanje Washingtonskog mirovnog sporazuma), načelnikom Glavnog stožera muslimanske Armije RBiH generalom Seferom Halilovićem (Nakon svih genocida i ratnih zločina vojnika kojima je zapovijedao, Vlada FBiH predvođena SDP–om Zlatka Lagumdžije imenovala ga je 12. ožujka 2001. ministrom rada, socijalne skrbi, raseljenih i izbjeglih osoba. Na toj nezasluženoj funkciji dočekao je podizanje optužnice od glavne tužiteljice MKSJ Carle Del Ponte 10. rujna 2001. za kršenje zakona i običaja rata prema zapovjednoj odgovornosti (članak 7. (3.) Statuta MKSJ).
Optužen je za ratne zločine nad Hrvatima u Grabovici (8./9. rujna 1993. ubijena su 32 hrvatska civila u tom hercegovačkom selu, a ne 33 civila bosanskih Hrvata kakao navodi MKSJ u optužnici. Jozo Ištuk kao 33 ubijeni ubijen je 30. srpnja 1993. u Ćopima) i Uzdolu (14. rujna 1993. ubijeno je 28 hrvatskih civila i 13 pripadnika HVO-a u tom hercegovačkom selu a ne 29 civila bosanskih Hrvata i 1 pripadnik HVO-a kako navodi MKSJ u optužnici.) Nakon dragovoljne predaje Halilović je prebačen u Haag 25. rujna 2001. godine. Prvi put u sudnici MKSJ pojavio se 27. rujna 2001. godine. Privremeno je bio na slobodi od 14. prosinca 2001. do 20. siječnja 2005. godine.
Suđenje je počelo 31. siječnja 2005. i završeno je 16. studenoga 2005. oslobađanjem od svih optužbi) i generalom Rasimom Delićem (Protiv Delića glavna tužiteljica MKSJ-a Carla Del Ponte 10. rujna 2001. podigla je optužnicu za kršenje zakona i običaja rata prema zapovjednoj odgovornosti (članak 7. (3.) Statuta MKSJ). Optužen je za dio ratnih zločina svojih podređenih vojnika, među kojima i mudžahedina, nad Hrvatima i Srbima u središnjoj Bosni. Nakon dragovoljne predaje Delić je prebačen u Haag 28. veljače 2005. godine. Prvi put u sudnici MKSJ-a pojavio se 3. ožujka 2005. godine. Privremeno je pušten na slobodu 6. svibnja 2005. godine. Osuđen je 15. rujna 2008. godine na sramne tri godine zatvora koje nikada ne će odslužiti jer je umro na godišnjicu ratnog zločina u Trusni, 16. travnja 2010. godine.).
Glavnu riječ vodio je nelegalni predsjednik Ratnog predsjedništva općina Konjic, Jablanica i Prozor dr. Safet Ćibo koji je donosio odluke o zatvaranju i puštanju logoraša. Iz logora je u prodavaonicu Borac kod Robne kuće zatočen dio logoraša dok su u potkrovlje zgrade SDK–a u Konjicu 20. svibnja 1993. godine prebačeni najistaknutiji članovi OO HDZ-a Konjica Dragutin Perić, Stjepan Rozić, Pero Barunčić, Ljubo Šimunović, Ilija Šagolj i Srećko Rebenstein. Odatle su svi oslobođeni 1. lipnja 1993., osim Dragutina Perića koji je vraćen u logor Športsku dvoranu gdje je bio sve do oslobođenja 19. listopada 1993. godine.
U Športskoj dvorani na Musali bio je zatvoren i zapovjednik PS Konjic Goran Blažević, Antin, dopredsjednik Ureda HVO-a Konjic za gospodarstvo dipl. oec i jedan od boljih nogometaša bivše SFRJ Mirko Gašić, mr. Anto Glibota, mr. Željko Pavlović, dr. Zvonko Jurić, arhitekt Srećko Rabenstein. Logorske dane zajedno su proživljavali djedovi, očevi i sinovi, braća, stričevi, ujaci i tetci.
Zapovjednik logora bio je Ismet Hebibović Broćeta. Njega je 3. svibnja 1993. zamijenio Edhem Žilić na prijedlog Brace Fazlića, načelnika 6. korpusa muslimanske Armije RBiH, uz odobrenje Alije Izetbegovića i pismeno imenovanje dr. Harisa Silajdžića na sastanku u Bradini. Žilić je upravnik logora bio do 28. studenoga 1993. godine. On je po preuzimanju logora zatekao 108 Srba i 350 Hrvata. Kasnije se taj broj povećavao „oslobađanjem“ hrvatskih sela od Hrvata. Srbi su bili smješteni na katu dvorane, a Hrvati u dvorani i svlačionicama.
Tijekom svibnja 1993. logoraše su prvi put posjetili predstavnici MO CK, dok su ih jednom posjetili i predstavnici UN–a. Prigodom posjeta predstavnika međunarodnih organizacija logorske vlasti su pojedine logoraše sakrivali radi prikrivanja dokaza o zlostavljanju logoraša. Jedna skupina logoraša odvedena je u tvornički kopleks nakon mjesec dana i tamo je bila tri mjeseca radi zaštite od granatitranja, druga skupina išla je u Lukomir, treća u Čelebiće i Idbar, četvrta u Bradinu te druga mjesta. Dio zarobljenih hrvatskih civila i pripadnika HVO-a bio je zatočen u kućnim pritvorima sakriven od pogleda dužnosnika međunarodnih organizacija.
Svi logoraši su bili izloženi najtežim oblicima tjelesnog i psihičkog zlostavljanja. Po dolasku u logor opljačkane su im sve vrjednije stvari: novac, nakit, odjeća, obuća. Korištenje zahoda bilo im je dopušteno samo danju i to u određeno vrijeme. Mučenje glađu ogledalo se u dobivanju jedne kriške kruha i kaše od 3–4 žlice nedovoljno kuhane riže dnevno i neredovito, zbog čega su logoraši padali u nesvijest. Nedovoljna ishrana kod logoraša svih logora uzrokovala je gubitak gotovo polovine tjelesne težine, tako što su neki logoraši smršavili i do 60 kg. Logorašima su, dok nisu zabranjeni posjeti i donošenje hrane, hranu donosile hrvatske žene koju su im stražari oduzimali i dijelili prema svom nahođenju. Od većine logoraša bezuspješno je traženo da potpišu pristupnicu muslimanskoj Armiji RBiH.
Logoraši su svakodnevno vođeni na prvu crtu bojišnice prema položajima HVO-a i Vojske RS-a. Tu su izloženi smrtnoj opasnosti kopali rovove i druge vojne objekte, te izvlačili poginule i ranjene pripadnike muslimanske Armije R BiH. Prigodom granatiranja Konjica izvođeni su na novi i stari most, te ispred Športske dvorane kao živi štit. U živi štit su vođeni na Zlatar, Turiju, Radešine, Vrce, Budišnju Ravan…Nekolicina logoraša bila je dvadesetak dana vezana policijskim lisicama za radijatore i svakodnevno premlaćivana. Posebno je nakon bijega Nedeljka Vice bio teško pretučen mesar Zdenko Ljoljo.
Nakon što je ranjenog Slavena Azinovića prevezao u Dom zdravlja u Konjicu s Donjeg Sela, Bernarda Azinovića zarobili su policajci i odveli u PS Konjic gdje su ga teško pretukli, a u čemu je posebno prednjačio poslijeratni zapovjednik Prometne policije Konjic.
Neke od logoraša tukli su crijevom za vodu i prisiljavali da sjednu na vatru istodobno im paleći dijelove tijela i genitalije do gubitka svijesti. Tu vrstu mučenja dvadest pet uzastopnih noći iskusili su Ivica Džalto, Zdravko Knežević, Radovan Stanić, Jure Sudar, Ivo Erendo, Šimo Gavran, Slavko Markija, Anto Knežević, Dominiko Barišić i Mijo Renjo, koji su iz Dusine kod Fojnice dovedeni 7. srpnja 1993. godine. Tu okrutnu sudbinu u zloglasnoj ćeliji broj 6 dijelili su s Ivom Grubešom, Zoranom Markovićem, Abrahamom Ivankom, Ilkom Borasom i Željkom Rajičem.
U logoru je Zoranu Muftiću Kini, zapovjednik Akrapa Midhat Pirkić i Almir Habibija zvani Đonko palio genitalije, dok su ga zajedno s njima pretukli njegovi vojnici. Bio je sav plav od udaraca, bez dlake na tijelu i zdrave kože na sebi. Čuvari su dopuštali da se nad logorašima iživljavaju pripadnici muslimanskog MUP-a i muslimanske Armije RBiH. Jednom prilikom dvije ženske osobe u odorama, nakon neuspješnog nagovaranja logoraša da s njima opće, sadistički su pretukle Ivicu Džaltu. Njegovu krv s poda morao je piti Radovan Stanić.
Posebno okrutan tretman imalo je 30 logoraša (Odvedeni su: Drago Azinović-umro 2010., Goran Anđelić, Nino Arapović, Šimun Burić, Mato Dragić, Dragan Dragić, Željko Dragić, Ljuban Dragić, Vinko Jozić, Dragan Karlušić, Dario Kovač, Vinko Livaja, Zoran Matković, Zvonko Milos, Dragan Mikulić, Vinko Petrović, Branko Rajić, Željko Rajić, Slavko Soldo, Zoran Smoljan, Željko Stanić, Ivan Stanić, Kruno Trlin, Dario Zebić i još šest lgoraša čija imena nisam uspio saznati ) nakon odlaska na rad u Bradinu 18. i 19. listopada 1993. gdje su bili pod nadzorom pripadnika postrojbe Handžar divizije. Zlostavljani su premlaćivanjem raznim predmetima, pijenjem vlastite mokraće, međusobnom tučom, skakanjem na glavu u vodu dubine 40 cm s 2 metra visine i jedenjem križeva, krunica, molitvenika i drugih tvrdih predmeta. Sličan tretman imali su logoraši tijekom prisilnog rada na Bjelašnici.
Svijetla točka bilo je ljudsko postupanje jednog pripadnika Handžar divizije, kojemu na žalost logoraši nisu saznali ime, koji je deset logoraša sakrio u školski podrum. Zlostavljanje u logoru kod svih logoraša imalo je tjelesne i psihičke posljedice a kod nekih i trajni gubitak određenih organa. Najteže je prošao Dario Ljoljo kojem je od udaraca raznim predmetima po glavi ozlijeđen mozak, oduzeta desna strana tijela i govor, tako da kao stopostotni invalid živi uz tuđu pomoć i njegu.
Logoraši po brutalnosti i iživljavanju najviše ističu upravnika Edhema Žilića i stražare Ibrahima Macića Macu, Miralema Macića, Salku Kurtovića, Osmana Kurtovića, Mustafu Bukvića, Nermina Mangića Salkinog, Halila Gakića Hamidovog, Nurku Duranovića Duranovog, Sabita Ćibu Fazlinog, Safeta Ćibu, Seju Ćibu Osmanovog, Ramu Žilića, Ekrema Alića, Senada Balića, Amira Mešukića, Hamdiju Alića Hamića, Edina Hadrovića…
Svaka nova skupina zarobljenika po dolasku u logor od Ibrahima Macića je bila prvo pretučena za primjer drugim stražarima. Preživjelim logorašima je u lijepom sjećanju ostalo ljudsko ponašanje stražara Mustafe Smajlovića Zumbula iz Homatlija i skretanje pozornosti šefa smjene Trešnje na teške uvjete življenja logoraša upravniku logora Edhemu Žiliću, zatim korektno ponašanje Rame Bebanića i Emira Duranovića. Kao i ponašanje muslimanskih civila i vojnika u Lukomiru u vidu lijepe ljudske riječi i pomoći u hrani i odjeći.
Zumbul je logoraše vodio u Župni ured i stanove hrvatskih obitelji u Konjicu gdje bi dobili hranu. Za pohvalu je i postupak policajca Šefika Šunja koji je jednom prigodom logorašima donio pun lonac kuhanih mahuna. Pozitivan odnos prema logorašima bio je i Mehmeda Varišćića koji je vodio logoraše na rad u Šipad, gdje je obiteljima dopustio da im donose hranu.
O okrutnosti upravnika Edhema Žilića svjedočila je Nevenka Kaleb čijeg je sina Josipa, kad mu je donijela hranu, pred njezinim očima krvnički udario kundakom puške po glavi. Najodgovorniji za zatvaranje i puštanje iz logora bio je odvjetnik Ismet Mehić te Hasan Kašić (zahvaljujući obiteljskoj tradiciji uspješno liječio prijelom kostiju, išćašenje zglobova i razne druge povrede), Omer Šljivo i Midhat Sultanić koji su u OŠ Podorašac „ispitivali“ zarobljenike.
Zapovijedi za vođenje logoraša u živi štit potpisivao je načelnik sigurnosti VI. korpusa Nermin Eminović. Zapovijed za postavljanje mina oko Konjica potpisao je Nurko Eminović, po zapovijedi Rasima Delića. Ubojstva logoraša u logoru pripisivana su „samoubojstvima“ Logoraši su posebno okrutan tretman imali kod djelatnika MUP-a RBiH pod zapovjedništvom Jasmina Guske. Od njih su teško pretučeni logoraši iz Dusine. Pod optužbom za silovanje i ubijanje „ispitivani“ su do padanja u nesvijest. Logoraše su video kamerom snimili Dino Kasalo i Sead Đikić.
Zapovijed Edhemu Žiliću za slanje logoraša na rad za vrijeme granatiranja Konjica dolazila je od Salke Gušića, zapovjednika VI. korpusa muslimanske Armije RBiH, Nerke Eminovića iz Sarajeva načelnika VI. korpusa i njegovog zamjenika Aziza Kadića, te zapovjednika Vojne policije muslimanske Armije RBiH Nusreta Šahića.
Logoraši su tri puta bili prisiljeni davati krv prema zapovijedi dr. Safeta Ćibe i dr. Ahmeda Jusufbegovića. Prvi put logoraši su „dragovoljno“ krv dali u svibnju 1993. prema zapovijedi Emira Kovačića Škembe, kasnije od logoraša prozvanog Drakula. Drugi put krv je pod prisilom vadio Srbin Branko Mršić iz Hondića pod prismotrom Srbina dr. Vladimira Stojanovića. Tada je uzimana krv od logoraša 0 krvne skupine. Prvog da da krv Branko je odredio zubara Zvonku Jurića Mišu, a zatim mjesec dana ranije teško ranjenog Branislava Šimunovića. Tada je umjesto Emira Kovačića logoraše za davanje krvi određivao zamjenik zapovjednika smjene logorskih stražara Sejo Ćibo. Logoraše je na vađenje krvi odvodio Emir Kovačić, šef osiguranja Ratne bolnice Konjic i tjelohranitelj dr. Ahmeda Jusufbegovića.
Iz logora je 35 logoraša 25. svibnja 1993. prebačeno u logor Silos u Tarčinu. Među njima je bio i Marinko Pandža, koji je nekoliko dana ranije pobjegao s položaja HVO-a, a koji se, prilikom razmjene, umjesto u Kreševo vlastitom željom vratio se u Konjic. U logor hotel Mravište na Igmanu odvedeni su Vladislav Anđelić, Miroslav Bebek, Darko Jurić i Jozo Krtić. Tu su teško ranjeni Miroslav Bebek i Jozo Krtić.
Prvih 65 starijih i maloljetnih logoraša oslobođeno je iz logora 13. kolovoza 1993. u zamjenu za oslobađanje 53 vojno sposobna Muslimana iz logora u Zabrđu.
Logor je više puta posjetio dr. Haris Silajdžić koji je potpisao i razmjenu logoraša 19. listopada 1993., te Andrej Kolomb iz MO CK uz čije posredovanje je i ostvarena razmjena. Upravnik logora Edhem Žilić veliku nehumanost iskazao je činom sakrivanja nekih logoraša u Bradini, Čelebićima i prostorijama Športske dvorane kako ne bi bili razmijenjeni. Ostali logoraši predvođeni Dragutinom Perićom zahtijevali su oslobađanje sviju ili nikoga, a što im je i uspjelo nakon višesatnog mrcvarenja. Na putu ka slobodi u UNFROFOR–ovim kamionima tri sata su ih pripadnici muslimanske Armije R BiH držali u Donjoj Jablanici odakle su stigli u Vrde, na prostor pod nadzorom HVO-a. Oslobođeni su svi osim Gorana Blaževića Antinog, kojega su 9. listopada 1993. odnosno 14. listopada 1993., s još pet Srba, odveli na suđenje u Buturović Polje u logor u kući Jake Tomića. Goran Blažević je razmijenjen za muslimanskog časnika na Drecelju kod Konjica 7. veljače 1994. godine.
Svi preživjeli logoraši Srbi dovedeni na Musalu iz Čelebića su razmijenjeni ili izravno iz logora na Musali u Konjicu ili su pušteni kućama, pa privođeni i razmijenjeni. Posljednji 81 srpski logoraš oslobođen je iz tog logora 6. listopada 1994. godine na mostu na Grbavici u Sarajevu.